# Franz Josef Sandmann
Franz Josef Sandmann, auch Franz Xaver Josef Sandmann oder Franz Xaver Sandmann, (* 15. Dezember 1805 in Straßburg, Elsass; † 1. Jänner 1856 in Wien) war ein deutsch-französischer Zeichner, Lithograf und Landschaftsmaler.

## Leben
Sandmann wurde 1805 in der Barbaragasse 3 in Straßburg geboren. Die Eltern waren der Weinhändler Franz Xaver Sandmann und dessen Gattin Franziska Speiser.
Von 1836 bis 1839 arbeitete Sandmann an lithografischen Ansichtsserien aus dem Elsass. Er schuf vor allem Landschaften und Veduten, beginnend mit den Vues des villes et bourgs… de l’Alsace (Straßburg, 1836). Bekannt wurden seine Lithografieserien über das Elbsandsteingebirge und das Elbtal, Potsdam oder über die Landschaft um Zell am See. 1841 ging er nach Wien und lithografierte bis 1850 Ansichten für Alben, die von den Kunstverlegern L. T. Neumann und Anton Paterno herausgegeben wurden. Außerdem lieferte er Lithografien für den Verlag Josef Bermann nach einer Donaureise, die Jakob Alt zwischen 1847 und 1849 unternahm. 1850 erschien die Folge "Mahlerische Donaureise von Engelharts-Zell bis Wien" nach Alts Originalaufnahmen. Im Verlag L. T. Neumann erschienen um 1850 nach einigen Zeichnungen lithografierte, kleinformatige Donauansichten Sandmanns, die ihn als Zeichner ausweisen. Franz Xaver Josef Sandmann lebte bis zu seinem Tod in Wien. Sein künstlerischer Nachlass ging an Josef Bermann.